# W pełnym słońcu
W pełnym słońcu (fr. Plein soleil, wł. Delitto in pieno sole) – francusko-włoski dreszczowiec z 1960 roku w reżyserii René Clémenta, zrealizowany na podstawie powieści Patricii Highsmith pt. Utalentowany pan Ripley.
Zdjęcia kręcono w Rzymie oraz na wyspie Ischia w dniach od 3 sierpnia do 22 października 1959 roku. Autorem zdjęć był Henri Decaë. Za scenografię odpowiadał Paul Bertrand, za kostiumy Bella Clément, za montaż Françoise Javet. Muzykę napisał Nino Rota.
Film miał swoją francuską premierę 10 marca 1960 roku. We Włoszech pierwszy raz wyświetlony został 2 września 1960 roku. Mystery Writers of America przyznało obrazowi Nagrodę im. Edgara Allana Poego w 1962 roku, w kategorii dla najlepszego filmu zagranicznego (dla Paula Gégauffa oraz René Clémenta). Podczas 66. Międzynarodowego Festiwalu Filmowego w Cannes w maju 2013 roku zaprezentowano odrestaurowaną kopię filmu w części dedykowanej karierze Alaina Delona.

## Fabuła
Bohaterem filmu jest Tom Ripley (Alain Delon), wysłany do Włoch przez bogatego biznesmena z San Francisco w celu sprowadzenia do domu jego marnotrawnego syna, utracjusza Philippe’a (Maurice Ronet).

## Obsada
- Alain Delon jako Tom Ripley
- Marie Laforêt jako Marge Duval
- Maurice Ronet jako Philippe Greenleaf
- Elvire Popesco(inne języki) jako Madame Popova
- Erno Crisa(inne języki) jako inspektor Riccordi
- Frank Latimore(inne języki) jako O’Brien
- Billy Kearns(inne języki) jako Freddy Miles
- Ave Ninchi(inne języki) jako pani Gianna
- Viviane Chantel(inne języki) jako belgijska turystka
- Nerio Bernardi jako dyrektor agencji
- Barbel Fanger jako Mr. Greenleaf
- Lily Romanelli(inne języki) jako gosposia
- Nicolas Petrov jako tancerz Boris
- Paul Muller jako niewidomy (niewymieniony w czołówce)
- Jacqueline Parey jako Ingrid (niewymieniona w czołówce)
- René Clément jako niezdarny kelner (niewymieniony w czołówce)
- Nino Vingelli(inne języki) jako Bit[2]

## Odbiór
Reżyser Akira Kurosawa wymienił W pełnym słońcu jako jeden ze swoich 100 ulubionych filmów.